# Стрекаловы
Стрекаловы (польск. Стршекаловски) — древний дворянский род.
При подаче документов (07 мая 1686) для внесения рода в Бархатную книгу, была предоставлена родословная роспись Стрекаловых, выпись тульских писцов данная Андрею Алексеевичу Стрекалову с сыном Василием на деревни Яковлевское Кудрявого, жеребий сельца Покровское, деревню Толстово, половину деревни Чёрное и жеребий деревни Зубарево в Заупском стане Тульского уезда, против их поместья в Великолуцком уезде (1569) и ввозная грамота Василия Андреевича Стрекалова на поместье его отца деревни Яковлевское Кудрявого, половину деревни Чёрное и жеребий деревни Зубарево в Заупском стане Тульского уезда (1580).
Род внесён в родословные книги Тамбовской, Курской, Московской, Рязанской и Тульской губерний.

## Происхождение и история рода
Происходит по сказаниям старинных родословцев от Богдана Стрешкаловского, будто бы выехавшего (1492) из Литвы  к великому князю Иоанну III. Его сын, Иван Богданович Стрекала, был полковым воеводой в Рязани (1547).

## Описание герба
В щите, имеющем красное поле, изображён серебряный Единорог, идущий в правую сторону. Щит увенчан обыкновенным дворянским Шлемом с дворянской на нём короной, на поверхности которой виден до половины выходящий Единорог. Намёт на щите красный, подложенный серебром. Герб рода Стрекаловых внесён в Часть 4 Общего гербовника дворянских родов Всероссийской империи, стр. 48.

## Известные представители
- Стрекалов Матвей Фёдорович — воевода в Ядрине (1676—1677), московский дворянин (1678).
- Стрекалов Степан Матвеевич — стольник (1686—1692).
- Стрекалов Василий Матвеевич — стольник (1689—1692), воевода в Землянске (1690)[3][4].
- Стрекалов, Степан Фёдорович (1728—1805) — Статс-секретарь Императрицы Екатерины II, тайный советник, сенатор.
- Стрекалов, Степан Степанович (1782—1856) — генерал-лейтенант, Тифлисский и Казанский военный губернатор, сенатор.
- Стрекалова, Александра Николаевна (1821—1904) — русская благотворительница, жена С. С. Стрекалова.